# Osericta
Osericta is een geslacht van spinnen uit de familie springspinnen (Salticidae).

## Soorten
De volgende soorten zijn bij het geslacht ingedeeld:
- Osericta cheliferoides (Taczanowski, 1878)
- Osericta dives Simon, 1901